# Charlie Lake Cave
Die Charlie-Lake-Höhle (englisch Charlie Lake Cave) ist eine archäologische Fundstätte in der kanadischen Provinz British Columbia. Nach dem Borden-System trägt sie die Signatur HbRf 39. In einer Abfallgrube vor der kleinen Höhle fanden sich bis zu 11.000 Jahre alte Artefakte, dazu beigesetzte Raben, die als ältester Beleg für rituelle Handlungen in Kanada gelten. Die Fundstätte gilt, unter dem Namen „Tse’K’wa“, seit 2019 als nationales historisches Erbe.

## Lage
Die Charlie-Lake-Höhle liegt sechs Kilometer nordwestlich der Stadt Fort St. John, in der Vorortsiedlung Charlie Lake, die sich am Südufer des Charlie Lakes beiderseits des Alaska Highway erstreckt. Etwa 100 Meter von einem Rastplatz liegt die Höhle in einer steilen Wand der bewaldeten Uferböschung oberhalb des Stoddart Creek, der als Abfluss des Charlie Lake dient und in den Peace River fließt.

## Ausgrabung
Die Höhle selbst, die nur 4,5 × 6 m misst, barg keine Artefakte, doch in einer Art Abfallgrube vor dem Höhleneingang reichen sie bis zu 11.000 Jahre zurück. Diese Funde bieten Hinweise auf die Einwanderung von Jägern und Bisons von Süden nach Norden, darüber hinaus fanden sich zwei beerdigte Raben, die die ältesten Spuren von Ritualen in Kanada darstellen.
Knut R. Fladmark untersuchte die Fundstätte erstmals 1974 und kehrte 1983 zurück. 14 je ein mal einen Meter große Grabungsflächen wurden geöffnet, wobei sich paläoindianische Steinwerkzeugreste und Tierknochen fanden. Die Grabungsschichten erwiesen sich als unzerstört und es stellte sich bald heraus, dass die älteste Schicht Vertreter der Megafauna aufwies. Diese erste Grabung ermittelte fünf Schichten.
1990 und 1991 erfolgten weitere Untersuchungen unter Leitung von Fladmark und Jon Driver, die vier Schichten unterschieden, eine Einteilung, die sich erst jetzt durchsetzte, was bei der Durchsicht der Publikationen zu berücksichtigen ist. Die Zahl der Grabungsflächen gleicher Größe wurde auf 23 erhöht und erfasste nun auch den Eingang der Höhle. 13 von ihnen erfassten die Ebene der paläo-indianischen Epoche. Die Höhle selbst war unergiebig, da sie als Spielplatz bis weit ins 20. Jahrhundert genutzt wurde, und sich lokale Anwohner erinnerten, dort Steinbrocken gefunden zu haben, die sich damit, selbst wenn sie wieder aufgefunden würden, jeder Datierung entziehen. Auch unterhalb des Felsbrockens gegenüber der Höhle sowie oberhalb der Höhle wurden keine Artefakte entdeckt.
Die Höhle ist die einzige in Kanada, in der die ältesten Schichten mit Sicherheit nicht durch äußere Einflüsse verändert worden sind und somit eine sichere Datierung anhand der organischen Überreste erlauben. Die insgesamt vier Schichten ließen sich grob datieren. Die unterste Schicht barg keine organischen Funde, Schicht II setzte spätestens 8500 v. Chr. ein, Schicht III reicht von 7500 bis 2600 v. Chr., Schicht IV bis in das 20. Jahrhundert. Seit 1990 wird Schicht II in vier Unterzonen (sub zones) eingeteilt, Schicht III in acht. Dabei repräsentieren die Schichten IIa bis IIIa die paläoindianische Epoche.

## Bedeutung
In der Wand gegenüber der Höhle steht ein großer Felsblock, der dadurch, dass er mehr als drei Meter abrutschte, den Höhleneingang freilegte. Offenbar haben die Bewohner der Höhle ihre Abfälle in die zwölf Meter lange Grube zwischen Steilwand und Felsblock geworfen, die sich unterhalb des Höhleneingangs befand. Der Platz wurde bis zum Baubeginn des Alaska Highways im Jahr 1942 immer wieder aufgesucht, und so finden sich in der Grube Abfälle aus über zehn Jahrtausenden. Offenbar nutzten Jäger und Sammler die Höhle regelmäßig als Unterschlupf.
Die unterste Grabungsschicht (IIb), und damit die älteste Schicht mit menschlichen Spuren, enthält steinerne Artefakte, die sich auf ein Alter von 10.770 ±120 Jahre bestimmen ließen. Zu diesen gehören eine eingekerbte Projektilspitze, retuschierte Abschläge und eine kleine Steinkugel. In dieser Schicht fanden sich zudem Knochen von Bisons, Schneeschuhhasen und Hasen, Zieseln und auch von Fischen. Die Bisonknochen weisen Bearbeitungsspuren auf, die auf Menschen zurückgehen.
Da sich die Höhle mitten auf dem so genannten eisfreien Korridor befindet, von dem man lange annahm, dass sich auf ihm die ersten Besiedler Amerikas südwärts bewegten, sind die Hinweise von besonderer Bedeutung, dass die ersten Menschen in der Region nicht von Norden nach Süden hierher kamen, sondern umgekehrt von Süden nach Norden. So weisen die Steinwerkzeuge große Ähnlichkeiten mit viel weiter südlich entdeckten auf, wie etwa denen von der Indian Creek site und der Mill Iron site in Montana. Diese beiden Fundorte weisen ältere Stücke in sehr ähnlicher Technologie auf, so dass vermutet wird, dass diese Technik von Süden nach Norden wanderte. Sie war der Technik der Clovis-Kultur sehr ähnlich.
Die DNA der Bisons bestätigte diesen Befund, denn die in der Charlie-Lake-Höhle gefundenen Knochen stammen von Tieren, die mit den im Süden vertretenen näher verwandt waren, als mit denen, die im Norden lebten. Auch sie waren also von Süden nach Norden gewandert, und wahrscheinlich waren ihnen die Jäger gefolgt. Dies wiederum hängt damit zusammen, dass nach dem Abschmelzen der letzten Eispanzer und dem Rückgang der ihnen folgenden Gletscherseen eine weiträumige Graslandschaft entstand, wo heute Wälder stehen. Von diesem Gras lebte der Bison antiquus, der erheblich größer war, als der heutige Amerikanische Bison. Ein Hinweis auf den Übergangscharakter der Landschaft ist der Fund eines Halsbandlemmings, einer Art, die wohl damals auf dem Rückzug nach Norden war, wo sie heute noch anzutreffen ist.
Schließlich fanden sich zwei 12.000 und 11.000 Jahre alte Raben, die offenbar beerdigt worden sind. Ihre genaue spirituelle Bedeutung lässt sich nicht mehr feststellen, doch ist dies der älteste Fund in Kanada, der auf kultische Handlungen im Zusammenhang mit den noch heute für die First Nations bedeutsamen Raben steht. Die Raben sind damit der älteste Fund, der Rückschlüsse auf die frühen Glaubensvorstellungen gestattet.
Die rund 10.000 Jahre alte Schicht IIc barg 30 Abschläge, drei nicht weiter bearbeitete Werkzeuge, die vermutlich zum Zerbrechen von Knochen benutzt worden sind, und einen Abschlagkern.
Schicht IIIa, rund 9500 Jahre alt, barg den zweiten Raben, rund 160 Abschläge, zwei so genannte bifaces, also beidseitig geschärfte Werkzeuge, sowie Spuren von microblades, sehr kleinen Klingen. Der dazugehörige Abschlagkern lag zu Füßen des Raben.
Aus diesen Grabungsbefunden lässt sich schließen, dass die frühen Besucher nur kurz blieben, anfangs ihre Werkzeuge mitbrachten, und nur gelegentlich einige von ihnen nachbearbeiteten bzw. neue Klingen abschlugen. Auch für die Überreste der Tiere ergeben sich Besonderheiten. So herrschen bei weitem Teile der Beine vor, insbesondere Oberschenkel, seltener sind Teile der Hüften oder des Kopfes. Rückenwirbel, Rippen oder Hörner kommen gar nicht vor.
Vallières kam 2000 in ihrer Arbeit, die andere Höhlenfunde zum Vergleich heranzog, zu dem Ergebnis, dass die Höhle weder als Lager noch als Schlachtstätte benutzt worden war, sondern eher der Lagerung, der Wildbeobachtung und religiösen Zeremonien gedient hatte.